# Glyphidocera bifissa
Glyphidocera bifissa is een vlinder uit de familie van de dominomotten (Autostichidae) (Gelechiidae). De wetenschappelijke naam van de soort is, als Stibarenches bifissa, voor het eerst geldig gepubliceerd in 1930 door Meyrick.